# Toontastic!
Toontastic è il secondo album dei Cartoons, pubblicato nel 2001.

## Tracce
1. Intro – 0:34
2. Diddley-Dee – 3:03
3. Little Red Ridinghood – 3:23
4. Chirpy Chirpy Cheep Cheep – 3:20
5. Mama Loo – 3:20
6. Alehla – 3:04
7. Hippie from Mississippi – 3:36
8. Breaking Up Is Hard To Do – 2:45
9. Big Coconuts – 3:23
10. Eany Meany – 3:40
11. Shooby Dooby Baby – 3:08